# Stare Berezowo (przystanek kolejowy)
Stare Berezowo – przystanek osobowy w Starym Berezowie, w województwie podlaskim, w Polsce. W latach 2018–2020 wybudowano tam nowy peron.

## Ruch pasażerski
| Rok  | Wymiana pasażerska na dobę |
| ---- | -------------------------- |
| 2017 | –                          |
| 2022 | 10-19                      |